# Överraskade av natten
Överraskade av natten (originaltitel: The Old Dark House) är en amerikansk skräckfilm från 1932 i regi av James Whale, baserad på John Boynton Priestleys bok med samma namn.

## Handling
En stormig natt söker fem personer skydd i ett ensligt hus i Wales. De tas med viss motvilja omhand av husets invånare, Horace Femm och hans syster Rebecca. De beter sig väldigt märkligt och i huset bor även deras butler, den stumme Morgan (spelad av Boris Karloff). 

## Om filmen
Filmen återförenar regissören James Whale och skådespelaren Boris Karloff från filmen Frankenstein, som blev en succé året dessförinnan. Filmen bygger på en roman av J.B. Priestley och manuset skrevs av Benn Levy. Filmen spelades in mellan mars och maj 1932 i studio i Universal City, Kalifornien. Den hade världspremiär i USA den 20 oktober samma år. 
Rollen som fadern spelas av Elspeth Dudgeon, en kvinna. Hon kallas John Dudgeon i rollistan.
En nyinspelning, Natt i fasornas hus, gjordes av William Castle 1963.

## Rollista (komplett)
- Boris Karloff - Morgan
- Melvyn Douglas - Roger Penderel
- Charles Laughton - Sir William Porterhouse
- Lilian Bond - Gladys DuCane Perkins
- Ernest Thesiger - Horace Femm
- Eva Moore - Rebecca Femm
- Raymond Massey - Philip Waverton
- Gloria Stuart - Margaret Waverton
- Elspeth Dudgeon - Sir Roderick Femm (som John Dudgeon)
- Brember Wills - Saul Femm

## Musik i filmen
- Singin' in the Rain, musik av Nacio Herb Brown, text av Arthur Freed, framförd av Melvyn Douglas (a cappella, med specialskriven text)